# Claw
Claw är ett plattformsspel från 1997. Spelet bygger på en värld i två dimensioner (2D) där huvudkaraktären själv (Claw) är i centrum, i sällskap av fiender som patrullerar runt. För att öka spänningen och förbättra inlevelsen så finns det också fällor, hemliga gångar och värdefulla skatter. Ansvarig utgivare är Monolith Productions, 1997.

## Handling
Historien är lik till många sjörövarhistorier. Den berömda och dödsdömda sjörövarkatten, Kapten Nathaniel Josef Claw fängslas av Cocker-Spaniards. Inne i sin cell finner han ett brev som berättar om amuletten med nio liv, det uråldriga smycket som gör sin bärare nästintill odödlig. Claw bryter sig ut ur sin cell för att börja samla alla ädelstenar och göra amuletten komplett.

## Banor (kartor)
Spelet inkluderar 14 originalbanor alla på olika platser. Som spelaren ska ta sig igenom för att lyckas gå vidare.
- Level 1 - La Roca
- Level 2 - The Battlements
- Level 3 - The Footpath
- Level 4 - Dark Woods
- Level 5 - The Township
- Level 6 - El Puerto del Lobos
- Level 7 - The Docks
- Level 8 - Shipyard
- Level 9 - Pirates' Cove
- Level 10 - The Cliffs
- Level 11 - The Caverns
- Level 12 - Undersea Caves
- Level 13 - Tiger Island
- Level 14 - The Temple

### Officiella webbplatser
- Official Site
- Monolith Site

### Supportsajter
- The Claw Recluse
- The Unofficial Claw Helpfile
- Captain Claw's Lair
- Claw Junior's Claw Site

### Ladda ner
- Site Oficial